# Miłosz Redzimski
Miłosz Redzimski (10 september 2006) is een Pools professioneel tafeltennisser. Hij speelt rechtshandig met de shakehandgreep.